# Progress 21
Progress 21 (ryska: Прогресс-21) var en sovjetisk obemannad rymdfarkost som levererade förnödenheter, syre, vatten och bränsle till den sovjetiska rymdstationen Saljut 7. Den sköts upp  med en Sojuz-U-raket, från Kosmodromen i Bajkonur, den 7 maj 1984 och dockade med Saljut 7, den 10 maj.
Farkosten lämnade rymdstationen den 26 maj 1984 och brann upp i jordens atmosfär några timmar senare.

### Fotnoter
1. ↑  ”NASA Space Science Data Coordinated Archive” (på engelska). NASA. https://nssdc.gsfc.nasa.gov/nmc/spacecraft/display.action?id=1984-042A. Läst 1 mars 2020.
2. ↑  Manned Astronautics - Figures & Facts Arkiverad 25 augusti 2009 hämtat från the Wayback Machine., läst 15 juli 2016.